# Pièce (échecs)
Pour les articles homonymes, voir Pièce.
Les pièces du jeu d'échecs sont les figurines permettant aux joueurs de visualiser leurs forces sur un échiquier.

## Les forces en présence
Au début du jeu, chaque joueur possède seize pièces de même couleur (blanche ou noire). Il y a six types de pièces :
- 1 roi
- 1 dame
- 2 fous
- 2 cavaliers
- 2 tours
- 8 pions

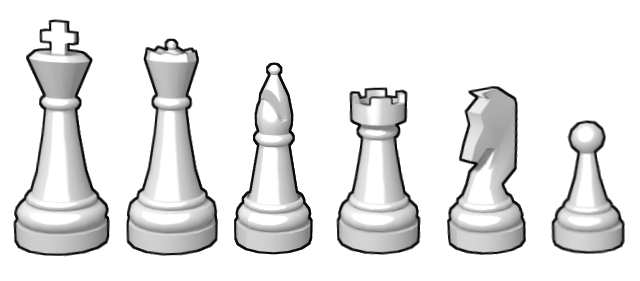
de gauche à droite : roi, dame, fou, tour, cavalier et pion.

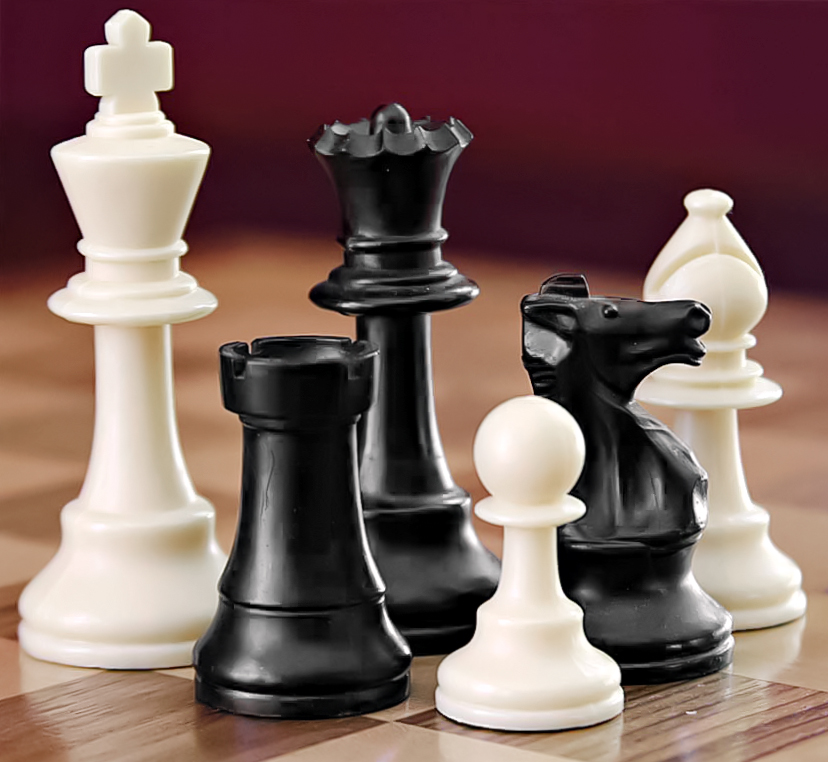
jeu de pièces Staunton, de gauche à droite : roi, tour, dame, pion, cavalier et fou.

(les nombres indiqués sont ceux au début de la partie, les promotions étant possibles)

### Déplacement des pièces
Chaque pièce se déplace différemment :
- Le roi se déplace d'une seule case dans toutes les directions et de deux cases lors du roque.
- La dame se déplace d'un nombre quelconque de cases verticalement, horizontalement et en diagonale sans pouvoir sauter une pièce.
- Le fou se déplace d'un nombre quelconque de cases en diagonale sans pouvoir sauter une pièce. Il y a un fou sur cases blanches (appelé « blanc », peu importe la couleur des pièces) et un fou sur cases noires (appelé « noir »), ce nom leur vient de leur case de départ, et du fait que leur déplacement ne peut se faire que sur des cases de cette couleur.
- Le cavalier se déplace en L, c'est-à-dire de deux cases dans une direction (horizontalement ou verticalement), puis d'une case perpendiculairement. Il est le seul à pouvoir sauter par-dessus une pièce lors de son mouvement (ainsi que la Tour mais seulement lors du roque).
- La tour se déplace d'un nombre quelconque de cases horizontalement ou verticalement et peut sauter seulement par-dessus le roi lors du roque.
- Le pion avance d'une case à la fois. Il se déplace d'une case en diagonale en prenant une pièce adverse. S'il n'a pas encore bougé, il peut avancer de deux cases d'un coup, sans pouvoir sauter une pièce, et s'expose ainsi à la prise en passant. Lorsqu'il arrive à la dernière rangée, il est promu en une autre pièce (cavalier, fou, tour ou dame).

### Pièces et pions
Les pions sont bien des pièces du jeu d'échecs, mais dans le cadre du jeu de la partie proprement dit, comme dans le cadre d'un problème d'échecs, le terme pièce désigne habituellement une pièce autre qu'un pion.

### Pièces mineures et pièces lourdes
- Les « pièces mineures » sont le fou et le cavalier.
- Les « pièces lourdes » sont la dame et la tour.

### Figurines de jeux d'échecs
Il existe bon nombre de jeux, en partant des représentations abstraites en allant jusqu'à ceux inspirés du travail de Lewis Carroll, en passant par des traitements modernes comme Star Trek ou les Simpson. Certains sont plus des modèles d'exposition que destinés à jouer.
Les pièces utilisées pour le jeu sont généralement des figurines plus hautes que larges. Par exemple, le roi d'un jeu de pièces destiné à un échiquier dont les cases mesurent 5 cm de côté mesurera 9,5 cm de haut. Elles sont disponibles dans de nombreux designs, dont le plus connu est « Staunton », baptisé d'après Howard Staunton (un joueur d'échecs anglais du XIXe siècle) et dessiné par Nathaniel Cooke. Le premier jeu Staunton a été réalisé par Jaques de Londres (en) en 1849.
La Fédération internationale des échecs (FIDE) recommande, pour ses compétitions que le roi ait une hauteur de 9,5 cm environ et que le diamètre de sa base mesure entre 40 et 50 % de sa hauteur, les autres pièces étant proportionnées. D'autre part le côté d'une case devrait mesurer le double du diamètre de la base du pion. Les cases devraient mesurer entre 5 et 6,5 cm de côté.
La Fédération américaine des échecs (USCF) recommande, quant à elle, que le roi mesure de 8,6 à 11,4 cm de hauteur et que cases mesurent de 5,08 à 6,35 cm de côté. Quatre pions côte à côte devraient pouvoir tenir sur une seule case.
La taille des pièces Staunton n'est pas fonction croissante de leur valeur.
Les échecs de haut niveau se jouent avec un jeu en bois, cependant les jeux en plastique sont courants. La couleur des pièces peut varier, les plus claires seront appelées « les blancs » et les plus sombres « les noirs ».
Les pièces blanches sont généralement en bois clair (buis), en plastique blanc ou blanc cassé. Les pièces noires sont en bois sombre (palissandre ou ébène), en buis teinté en noir, brun, ou rouge ou en plastique noir ou rouge. Des matériaux exotiques sont parfois utilisés : verre, laiton, étain, cuivre, os de chameau, d'éléphant, voire de mammouth…
Certains jeux magnétiques de voyage ont des pièces plates, un peu comme celles utilisées pour le Shōgi et le Xiangqi — chaque pièce est plate, avec un symbole sur la surface supérieure pour identifier la pièce. Certaines versions existent en carton.
Sur ordinateur, les pièces sont souvent les symboles 2D sur des échiquiers 2D. Certains programmes proposent aussi la 3D avec des pièces traditionnelles, voire des pièces fantaisies.

### Représentation des pièces en Unicode
Unicode définit des codes pour les pièces d'échecs.
| Nom            | Symbole | Code   | HTML    |
| -------------- | ------- | ------ | ------- |
| roi blanc      | ♔       | U+2654 | &#9812; |
| dame blanche   | ♕       | U+2655 | &#9813; |
| tour blanche   | ♖       | U+2656 | &#9814; |
| fou blanc      | ♗       | U+2657 | &#9815; |
| cavalier blanc | ♘       | U+2658 | &#9816; |
| pion blanc     | ♙       | U+2659 | &#9817; |
| roi noir       | ♚       | U+265A | &#9818; |
| dame noire     | ♛       | U+265B | &#9819; |
| tour noire     | ♜       | U+265C | &#9820; |
| fou noir       | ♝       | U+265D | &#9821; |
| cavalier noir  | ♞       | U+265E | &#9822; |
| pion noir      | ♟       | U+265F | &#9823; |

Si vous ne pouvez voir les caractères du tableau, prière de regarder l'image ci-dessous, où ils apparaissent en DejaVu Sans, FreeSerif, Quivira, Pecita. (Il vous est possible de corriger cette lacune en lisant Aide:Unicode.)

### Tableau des notations en fonction des pays
| Langue             | Roi | Roi      | Dame | Dame         | Tour | Tour     | Fou | Fou         | Cavalier | Cavalier  | Pion        | Pion |
| Langue             | ♔ ♚ | ♔ ♚      | ♕ ♛  | ♕ ♛          | ♖ ♜  | ♖ ♜      | ♗ ♝ | ♗ ♝         | ♘ ♞      | ♘ ♞       | ♙ ♟         | ♙ ♟  |
| ------------------ | --- | -------- | ---- | ------------ | ---- | -------- | --- | ----------- | -------- | --------- | ----------- | ---- |
| Afrikaans          | ?   | Koning   | ?    | Dame         | ?    | Toring   | ?   | Loper       | ?        | Ruiter    | Pion        |      |
| Allemand           | K   | König    | D    | Dame         | T    | Turm     | L   | Läufer      | S        | Springer  | Bauer       |      |
| Anglais            | K   | King     | Q    | Queen        | R    | Rook     | B   | Bishop      | N        | Knight    | Pawn        |      |
| Arabe              | ?   | الملك    | ?    | الوزير       | ?    | القلعة   | ?   | الفيل       | ?        | الحصان    | البيدق      |      |
| Breton             | R   | Roue     | Ro   | Rouanez      | K    | Kastell  | E   | Eskob       | M        | Marc'heg  | Pezh-gwerin |      |
| Bulgare            | ?   | Цар      | ?    | Царица, Дама | ?    | Топ      | ?   | Офицер      | ?        | Кон       | Пешка       |      |
| Catalan            | R   | Rei      | D    | Reina        | T    | Torre    | A   | Alfil       | C        | Cavall    | Peó         |      |
| Chinois            | ?   | 王       | ?    | 后           | ?    | 車       | ?   | 象          | ?        | 馬        | 兵          |      |
| Croate             | ?   | Kralj    | ?    | Kraljica     | ?    | Top      | ?   | Lovac       | ?        | Skakač    | Pješak      |      |
| Danois             | ?   | Konge    | ?    | Dronning     | ?    | Tårn     | ?   | Løber       | ?        | Springer  | Bonde       |      |
| Espagnol           | R   | Rey      | D    | Dama         | T    | Torre    | A   | Alfil       | C        | Caballo   | Peón        |      |
| Espéranto          | R   | Reĝo     | D    | Damo         | T    | Turo     | K   | Kuriero     | Ĉ        | Ĉevalo    | Peono       |      |
| Finnois            | K   | Kuningas | D    | Kuningatar   | T    | Torni    | L   | Lähetti     | R        | Ratsu     | Sotilas     |      |
| Français           | R   | Roi      | D    | Dame         | T    | Tour     | F   | Fou         | C        | Cavalier  | Pion        |      |
| Grec moderne       | Ρ   | Βασιλιάς | Β    | Βασίλισσα    | Π    | Πύργος   | Α   | Αξιωματικός | Ι        | Ίππος     | πιόνι       |      |
| Hébreu             | מ   | מלך      | מה   | מלכה         | צ    | צריח     | ר   | רץ          | פ        | פרש       | רגלי        |      |
| Hongrois           | K   | Király   | V    | Vezér        | B    | Bástya   | F   | Futó        | L        | Ló        | Gyalog      |      |
| Indonésien         | R   | Raja     | M    | Mesa         | B    | Benteng  | G   | Menteri     | K        | Kuda      | Pion        |      |
| Interlingua        | R   | Rege     | G    | Regina       | T    | Turre    | E   | Episcopo    | C        | Cavallo   | Pedon       |      |
| Islandais          | K   | Kóngur   | D    | Drottning    | H    | Hrókur   | B   | Biskup      | R        | Riddari   | Peð         |      |
| Italien            | R   | Re       | D    | Donna        | T    | Torre    | A   | Alfiere     | C        | Cavallo   | Pedone      |      |
| Japonais           | ?   | キング   | ?    | クイーン     | ?    | ルーク   | ?   | ビショップ  | ?        | ナイト    | ポーン      |      |
| Kannara            | ?   | ರಾಜ       | ?    | ಮ೦ತ್ರಿ         | ?    | ಆನೆ       | ?   | ಒ೦ಟೆ         | ?        | ಕುದುರೆ       | ಪದಾತಿ         |      |
| Latin              | ?   | Rex      | ?    | Regina       | ?    | Rochus   | ?   | Alfīnus     | ?        | Eques     | Pedes       |      |
| Letton             | K   | Karalis  | D    | Dāma         | T    | T'ornis  | L   | Laidnis     | Z        | Zirdziņš  | Bandinieks  |      |
| Lituanien          | K   | Karalius | V    | Valdovė      | B    | Bokštas  | R   | Rikis       | Ž        | Žirgas    | Pėstininkas |      |
| Luxembourgeois     | ?   | Kinnek   | ?    | Damm         | ?    | Tuerm    | ?   | Leefer      | ?        | Päerd     | Bauer       |      |
| Néerlandais        | K   | Koning   | D    | Dame         | T    | Toren    | L   | Loper       | P        | Paard     | Pion        |      |
| Norvégien (bokmål) | K   | Konge    | D    | Dronning     | T    | Tårn     | L   | Løper       | P        | Springer  | Bonde       |      |
| Polonais           | K   | Król     | H    | Hetman       | W    | Wieża    | G   | Goniec      | S        | Skoczek   | Pion        |      |
| Portugais          | R   | Rei      | D    | Dama         | T    | Torre    | B   | Bispo       | C        | Cavalo    | Peão        |      |
| Roumain            | ?   | Rege     | ?    | Regină       | ?    | Turn     | ?   | Nebun       | ?        | Cal       | Pion        |      |
| Russe              | Кр  | Король   | Ф    | Ферзь        | Л    | Ладья    | С   | Слон        | К        | Конь      | Пешка       |      |
| Serbe              | ?   | Краљ     | ?    | Краљица      | ?    | Топ      | ?   | Ловац       | ?        | Скакач    | Пешак       |      |
| Slovaque           | K   | Kráľ     | D    | Dáma         | V    | Veža     | S   | Strelec     | J        | Jazdec    | Pešiak      |      |
| Slovène            | K   | Kralj    | D    | Dama         | T    | Trdnjava | L   | Lovec       | S        | Skakač    | Kmet        |      |
| Suédois            | ?   | Kung     | ?    | Dam          | ?    | Torn     | ?   | Löpare      | ?        | Springare | Bonde       |      |
| Tchèque            | K   | Král     | D    | Dáma         | V    | Věž      | S   | Střelec     | J        | Jezdec    | Pěšec       |      |
| Turc               | ?   | Şah      | ?    | Vezir        | ?    | Kale     | ?   | Fil         | ?        | At        | Piyon       |      |
| Ukrainien          | ?   | Король   | ?    | Королева     | ?    | Тура     | ?   | Слон        | ?        | Кінь      | Пішак       |      |
| Vietnamien         | V   | Vua      | H    | Hậu          | X    | Xe       | T   | Tượng       | M        | Mã        | Tốt         |      |

## Pièces féeriques
De très nombreuses autres pièces ont été inventées pour enrichir le jeu d'échecs, elles sont appelées pièces féeriques.
Ces pièces ont été inventées,
- soit pour créer des variantes du jeu d'échecs, par exemple les échecs janus utilisent une pièce supplémentaire, le Janus qui combine la marche du fou et la marche du cavalier,
- soit dans le domaine du problème d'échecs où on parle d'échecs féeriques, pour en élargir les possibilités de création de problèmes.